# SOTA (ロシアの通信社)
SOTA（ソタ）は、ロシア連邦で政府から独立して活動するニュースメディアの一つ。同国ととその近隣諸国の人権・政治的な問題、抗議行動を扱う。
40人あまりの特派員の地域ネットワークを通じ、抗議行動の報道を行い、反響を呼んだ。ロシア当局からの拘留や逮捕、罰金・殴打などの暴力を特派員たちは度々受けており、特派員を匿名にして弁護士をつけることで保護をしながらロシア国内からの報道を続けている。しかし海外に移した編集スタッフのなかには、刑事訴追の恐れからロシアに帰国出来ない者もいるという。
専門知識を持つチームを持っていないことから国際的な話題には焦点を当てておらず、情報確認や入手が出来ないため、2022年ロシアのウクライナ侵攻のカバーを回避している。しかし、侵攻によって発生している反戦抗議、ロシアの難民状況、参加拒否者など、ロシア国内の話題は取り上げている。
ロシア最高検察庁により2024年5月16日、「好ましくないメディア」に認定された。

## 概要

### 設立の経緯・活動
2015年12月31日、Sota.visionはGrani.Ruに所属していたアレクサンドラ・アゲエバによりロシア連邦通信・情報技術・マスコミ分野監督庁（Roskomnadzor）に登録された。
当初は抗議に関するYouTubeチャンネルのみであったが、2020年春以降に本格的なマルチメディアとして活動している。
2021年にSOTAに改名。その後、創設者アレクサンドラ・アゲエバと編集長オレグ・エランチックが「外国エージェント」のリストに加えられた。同年9月、Telegramのデザインを変更。暴動を扇動したとして告発された大学生によるもので、大学生に対して刑事訴訟が提起されたときに支援の印として行ったという。
2022年5月28日、SOTA編集部は分裂。創設者側と新しい編集委員会との間に開発の方向性の違いが出たためであるという。創設者率いるSota.visionはYouTubeチャンネル、TikTok、Instagramを継続し、TelegramとTwitterを2年間運営してきたチームが新たにFacebook、Instagram、YouTubeチャンネルを創設した。編集チームの90％が編集委員会側に残ったという。同年8月28日、SOTAの編集委員会側によりニュースサイトが設立された。

### ロシア当局によるジャーナリストへの嫌がらせ
2022年4月2日、軍事パトロールがフォトジャーナリストの携帯電話を破壊した。この行為が合法であるとして、攻撃してきた軍人への刑事訴訟が拒否された。その後5月7日、首都モスクワの自宅近くで逮捕された特派員は、病棟に一晩留置された。弁護士は法廷への出席を拒否され、8日に特派員は「警察に対しパスポートの停止を拒否した不服従の罪」で起訴された。同月9日に単独での反戦ピケを撮影していた特派員は、警察に拘束され、3時間後に釈放された。